# Zuid-Duits voetbalkampioenschap 1917/18
In 1917/18 werd het negentiende voetbalkampioenschap gespeeld dat georganiseerd werd door de Zuid-Duitse voetbalbond. 1. FC Nürnberg werd kampioen, maar er was geen verdere eindronde meer om de Duitse landstitel.

## Südkreis

##### Halve finale
| Team 1               | Uitslag  | Team 2         |
| -------------------- | -------- | -------------- |
| FC Union Stuttgart   | 6:1, 5:1 | SV Gablenberg  |
| Karlsruher FC Phönix | Forfait  | Straßburger FV |

Straßburg trok zich terug.

##### Finale
| Team 1               | Uitslag  | Team 2             |
| -------------------- | -------- | ------------------ |
| Karlsruher FC Phönix | 0:1, 0:2 | FC Union Stuttgart |

## Nordkreis
| Plaats | Club                             | Wed. | W | G | V | Saldo | Ptn. |
| ------ | -------------------------------- | ---- | - | - | - | ----- | ---- |
| 1.     | Frankfurter FV Amicitia und 1902 | 4    | 3 | 1 | 0 | 9:4   | 7:1  |
| 2.     | FSV Frankfurt                    | 3    | 1 | 1 | 1 | 12:4  | 3:3  |
| 3.     | FC Viktoria 94 Hanau             | 3    | 0 | 0 | 3 | 2:15  | 0:6  |

|  | Geplaatst voor eindronde |

## Ostkreis

### Halve finale
| Team 1                            | Uitslag    | Team 2           |
| --------------------------------- | ---------- | ---------------- |
| FA Bayern München im Münchener SC | 5:2, 4:1   | TV 1847 Augsburg |
| 1. FC Nürnberg                    | 19:0, 17:0 | TV Regensburg    |

### Finale
| Team 1                            | Uitslag       | Team 2         |
| --------------------------------- | ------------- | -------------- |
| FA Bayern München im Münchener SC | 4:2, 0:1, 0:3 | 1. FC Nürnberg |

## Eindronde
|  | halve finale            | halve finale | halve finale | halve finale |  |                    | finale | finale | finale | finale |
|  |                         |              |              |              |  |                    |        |        |        |        |
|  |                         |              |              |              |  |                    |        |        |        |        |
|  | Amicitia 02 Frankfurt   | 1            | 1            | 2            |  |                    |        |        |        |        |
|  | 1. FC Nürnberg          | 6            | 8            | 14           |  |                    |        |        |        |        |
|  |                         |              |              |              |  | 1. FC Nürnberg     | 3      | 6      | 9      |        |
|  |                         |              |              |              |  | FC Union Stuttgart | 2      | 2      | 4      |        |
|  | Mannheimer FC Phönix 02 | 2            | 0            | 2            |  |                    |        |        |        |        |
|  | FC Union Stuttgart      | 2            | 3            | 5            |  |                    |        |        |        |        |